# Hadernigg Kogel
Hadernigg Kogel är ett berg i Österrike.   Det ligger i distriktet Deutschlandsberg och förbundslandet Steiermark, i den sydöstra delen av landet, 190 km sydväst om huvudstaden Wien. Toppen på Hadernigg Kogel är 1 191 meter över havet, eller 262 meter över den omgivande terrängen. Bredden vid basen är 4,8 km.